# Seznam kardinálů jmenovaných Piem X.
Toto je seznam kardinálů jmenovaných Piem X.:

## Konzistoř 9. listopadu 1903
- Rafael Merry del Val y Zulueta – titulární arcibiskup nikajský
- Giuseppe Callegari – biskup padovský

## Konzistoř 11. prosince 1905
- József Samassa – arcibiskup egerský
- Marcelo Spínola y Maestre – arcibiskup sevillský
- Joaquim Arcoverde de Albuquerque Cavalcanti – arcibiskup riodejaneirský
- Ottavio Cagiano de Azevedo – papežský majordomus (bez biskupského titulu)

## Konzistoř 15. dubna 1907
- Aristide Cavallari – patriarcha benátský
- Gregorio María Aguirre y García, O.F.M. – arcibiskup burgoský
- Aristide Rinaldini – titulární arcibiskup heraklejský
- Benedetto Lorenzelli – arcibiskup lucký
- Pietro Maffi – arcibiskup pisánský
- Alessandro Lualdi – arcibiskup palermský
- Désiré-Joseph Mercier – arcibiskup mechelenský

## Konzistoř 16. prosince 1907
- Pietro Gasparri – titulární arcibiskup caesarejský
- Louis-Henri-Joseph Luçon – arcibiskup remešský
- Pierre-Paulin Andrieu – biskup marseilleský
- Gaetano De Lai – sekretář Kongregace rady

## Konzistoř 27. listopadu 1911
- António Mendes Bello – patriarcha lisabonský (in pectore – zveřejněn 25. 5. 1914)
- José María Justo Cos y Macho – arcibiskup valladolidský
- Diomede Falconio, O.F.M. – titulární arcibiskup lariský
- Antonio Vico – titulární arcibiskup philippijský
- Gennaro Granito Pignatelli di Belmonte – titulární arcibiskup edesský
- John Murphy Farley – arcibiskup newyorský
- Francis Alphonsus Bourne – arcibiskup westminsterský
- František Saleský Bauer – arcibiskup olomoucký
- Léon-Adolphe Amette – arcibiskup pařížský
- William Henry O’Connell – arcibiskup bostonský
- Enrique Almaraz y Santos – arcibiskup sevillský
- François-Virgile Dubillard – arcibiskup chambérijský
- Franz Xaver Nagl – arcibiskup vídeňský
- François de Rovérié de Cabrières – biskup montpellierský
- Gaetano Bisleti – papežský majordomus (bez biskupského titulu)
- Giovanni Battista Lugari – acesor Kongregace Svaté kanceláře (bez biskupského titulu)
- Basilio Pompilj – titulární arcibiskup philippijský
- Louis Billot – teolog (dne 21. 9. 1927 rezignoval na kardinála)
- Wilhelmus Marinus van Rossum – teolog (poté biskupské svěcení 19. 5. 1918)

## Konzistoř 2. prosince 1912
- Károly Hornig – biskup veszprémský

## Konzistoř 25. května 1914
- Victoriano Guisasola y Menéndez – arcibiskup toledský
- Louis-Nazaire Bégin – arcibiskup québecký
- Domenico Serafini – titulární arcibiskup ze Seleucia Pieria
- Giacomo della Chiesa poté papež Benedikt XV. – arcibiskup boloňský
- Ján Černoch – arcibiskup ostřihomský
- Franziskus von Bettinger – arcibiskup mnichovsko-freisingský
- Hector-Irénée Sévin – arcibiskup lyonský
- Felix von Hartmann – arcibiskup kolínský
- Friedrich Gustav Piffl – arcibiskup vídeňský
- Scipione Tecchi – acesor Konsitoriální kongregace (bez biskupského titulu)
- Filippo Giustini – sekretář Kongregace pro svátosti (bez biskupského titulu)
- Michele Lega – děkan Římské roty (bez biskupského titulu)
- Francis Aidan Gasquet, O.S.B. – předseda Papežské komise pro revizi Vulgáty (bez biskupského titulu)